# Kaarlo Linkola
Kaarlo Linkola (* 6. Juni 1888 in Joensuu; † 26. April 1942) war ein finnischer Botaniker. Sein offizielles botanisches Autorenkürzel lautet “Linkola”.

## Leben
Linkola wurde als Sohn von Karl Julius Collan und dessen Ehefrau Naema Elfving geboren. In den Jahren 1913 bis 1922 arbeitete er als Assistent an verschiedenen agrarwissenschaftlichen Forschungseinrichtungen. Von 1919 bis 1923 war er als Dozent für Botanik an der Universität Helsinki tätig. Im Jahr 1923 wurde er an der neu gegründeten Universität Turku zum Professor für Botanik ernannt und wechselte 1925 auf eine Professur an der Universität Helsinki. Später wurde er auch Rektor dieser Universität sowie Vorsitzender Finnischen Akademie der Wissenschaften.
Die bekannteste von Linkolas wissenschaftlichen Publikationen sind die in zwei Teilen 1916 und 1921 erschienenen Studien über den Einfluss der Kultur auf die Flora in der Gegend nördlich vom Ladogasee. Diese umfangreiche und gründliche Untersuchung eines Teils von Karelien gilt als ein Pionierwerk auf dem Gebiet der Veränderungen von Flora und Vegetation durch den wirtschaftenden Menschen. Linkolas Einteilung der anthropochoren Pflanzen in verschiedene Gruppen je nach Art und Stärke des Einflusses der Kultur setzte sich jedoch in Mitteleuropa nicht durch.
Die späteren Arbeiten von Linkola waren vor allem an Anwendungen in den Agrarwissenschaften orientiert oder befassten sich mit verschiedenen Waldtypen in Estland.